# Centre d'histoire d'Atlanta
Le Centre d'histoire d'Atlanta, ou Atlanta History Center en anglais, est un musée américain situé à Atlanta, en Géorgie. Ses jardins abritent plusieurs bâtiments, dont une ancienne maison particulière, la Swan House.